# .bj
.bj ist die länderspezifische Top-Level-Domain (ccTLD) von Benin. Sie wurde am 18. Januar 1996 eingeführt und zunächst dem staatlichen Ministerium für Telekommunikation, später dem Unternehmen Benin Telecoms S.A. mit Sitz in Cotonou zugeteilt.

## Eigenschaften
Eine .bj-Domain darf nur von Personen oder Unternehmen registriert werden, die eine Postanschrift im Land zwecks der Kommunikation mit der Vergabestelle vorweisen können. Ein Wohnsitz oder eine Niederlassung sind nicht erforderlich, ein Postfach reicht allerdings nach den offiziellen Kriterien nicht aus. Es gibt zahlreiche Second-Level-Domains für bestimmte Inhaber, die alternativ zu einer .bj-Domain genutzt werden können: .gouv.bj und .gov.bj für Behörden Benins, .mil.bj für die Streitkräfte, .edu.bj für Schulen und Universitäten sowie einige andere Adressen.